# ホットスポット (テレビドラマ)
『ホットスポット』は、2025年1月12日から3月16日まで日本テレビ系「日曜ドラマ」枠で放送されたテレビドラマ。主演は本作が民放の連続ドラマ初主演となる市川実日子。

## あらすじ
地元・山梨県のビジネスホテルで働く遠藤清美は、娘・若葉を女手一つで育てながら同僚と共にフロント業務を淡々とこなすルーティン生活を送っている。
或る日の勤務後、自転車での帰宅中に交通事故に遭いそうになったが、間一髪のところで先輩・高橋孝介に自転車ごと宙に抱きかかえられて命を救われる。
人間には絶対できない救助方法なので、清美が高橋を問い詰めると、高橋は「私は宇宙人」と述べ、「他言しない」と清美は約束するが我慢できずに地元の幼馴染・中村葉月と日比野美波に話してしまう。
その後、高橋はファミレスに呼び出され「自身の能力と其の副作用」を次々と開示していく。

## 制作
脚本を担当したバカリズムは本作品の舞台を山梨県にした理由について、東京から離れすぎると、方言などを考慮しなければならないため、標準語で違和感なく脚本が制作できることや50年前（1975年）に県内の小学生が宇宙人と遭遇したとされる「甲府事件」などの目撃談に興味を持ったからと語っている。
キャストの多くは本作品と同じくバカリズムが脚本を担当し、日本テレビ制作で放送されたテレビドラマの出演者が起用された。
劇中ではハッピードリンクショップや無尽といった山梨独特の文化に加え、実在の喫茶店やスーパーマーケット、テレビ番組なども登場しており、放送期間中およびその終了直後には番組のファンによる聖地（ロケ地）巡礼も発生した。

## キャスト

### 主要人物
遠藤清美（えんどう きよみ）〈41〉
演 - 市川実日子（27年前：芹沢凜、30年後：三谷侑未）
山梨県のビジネスホテル「レイクホテル 浅ノ湖」で働くシングルマザー。甲斐文化大学卒業。
幼馴染みの美波と葉月と3人で貯金会（無尽）を開いている。同級生からは"きーちゃん"と呼ばれている。浅田南中バレーボール部の元エース。小学校時代は給食で出た嫌いなおかずを食べ切れず、よく居残りさせられていた。
健康のために職場まで自転車で通勤しているが、寒い日は自動車で通勤する。
高橋孝介（たかはし こうすけ）
演 - 角田晃広（幼少期：木下瑛太、小学校高学年：幸田知士、青年期：寺島弘樹）
「レイクホテル 浅ノ湖」フロント業務。清美の職場の先輩。実は宇宙人と人間のハーフであることを行きがかり上、清美に打ち明ける。
山梨大学医学部中退。旭小は母校。猫背。知覚過敏。趣味はガンプラとラジコン。顔は「どちらかというと母親似」で、霊感は「強いタイプ」。映画『E.T.』はSFではなくヒューマンドラマと捉えている。母星や宇宙に行ったことはない。
「超能力」ではなく、人間の能力が増強・伸長した「超人的な能力」が使えるが、使用後は鼻炎・耳詰まり・発熱やかゆみ・筋肉痛・疲労など副作用がある（ただし、髪が薄くなるのは例外）。
レイクホテル 浅ノ湖の地下から涌く温泉に、高橋ら宇宙人が生きるために必要な成分が含まれており、副作用や疲労による不調を治せることがわかっている。そのため勤務時間外には疲労回復のために大浴場を使用している。夜勤終わりに帰宅するのが遅いため、由美やえりから迷惑がられている。
宇宙人は自身がノン・フィクションであるのに対し、超能力者や未来人についてはSF（サイエンス・フィクション）としてその存在をにわかに信じようとしない。また自身を脅かす存在にネガティブに反応しすぎる傾向がある。つまり清美によれば「頑固」「器が小さい」。
しばしば相手の人間，更には周囲の人間が自分をどう思っているかを把握したがる傾向にある。

### 清美の友人
中村葉月（なかむら はづき）
演 - 鈴木杏（27年前：大月美里果、30年後：高橋ひろ子）
清美の幼馴染で2年後輩。清美たちからは”はっち”と呼ばれている。学生時代はバレーボール部に所属。知覚過敏。清美ら先輩に「まだギリ30代なんで」と余裕をかますときがある。
職業は小学校の教師で、今は旭小6年生の担任。卒業式の"みんなの思い出"の文章を書く。キュウリが全く食べられず、給食では児童の手前、気付かれないように残す。「児童用のプリントを手の感覚だけでクラスの人数分取ることができる」ことを自身の特殊能力だと思っている。
授業中児童の目の前で体育館の天井にバレーボールを挟んでしまい、高橋に能力を使って取ってもらえないか清美に相談する。
日比野美波（ひびの みなみ）
演 - 平岩紙（27年前：筧礼、30年後：紫城いずみ）
清美の幼馴染で同級生。清美たちからは”みなぷー”と呼ばれている。泌尿器科の看護師。忙しいのが嫌いで、救急の患者が少ない泌尿器科は働きやすいと感じている。仕事柄検尿カップの回収タイミングに自信があり「そういう大会があったら結構いいとこ行けると思う」と豪語するも、記憶力には自信がない。
現在はママさんバレーのキャプテンを務めている。旭小の体育館の天井に挟まった1個目のバレーボールは、実は美波の仕業であるが、誰にも言わず「墓場まで持っていく」つもりである。
岡田綾乃（おかだ あやの）
演 - 木南晴夏（第3話 - 最終話）
清美の浅田南中学時代の同級生。清美たちからは”あやにゃん”と呼ばれている。夫は市役所に勤める信一。5歳の娘がいる。父親は九州出身。実は相当に口が悪い。清美曰く「相変わらずほれぼれするほどの口の悪さ」「録音してストレスがたまった時に聞きたい」「今までのも集めたベスト盤が欲しい」とのこと。
スナック「のん」に向かう車中で、清美たちに（うっかり）高橋が宇宙人と明かされるが「（綾乃の母親は山梨で）父親が元々九州なのね、要はそれの距離遠い版ってことじゃん」とあっさり受け入れる。
稲本紀子（いなもと のりこ）
演 - MEGUMI（第6話・第9話・最終話）
富士浅田乾杯横丁にあるスナック「のん」のママ。清美の中学時代の同級生。5年程前に店を開いた。清美たちからは”のんちゃん”と呼ばれている。
自分でカラオケスナックを開いておきながら、カラオケを歌う客に対して「うるさい」と毒づく。綾乃に負けず、口が悪い。
武田直美（たけだ なおみ）
演 - 山田真歩（第9話・最終話）
同級生。オーナーの事務所に入るときから自然と紛れ込んでいた。

### レイクホテル 浅ノ湖

#### 従業員
磯村由美（いそむら ゆみ）
演 - 夏帆
清美の後輩。フロント業務。知覚過敏。都市伝説マニア。
私生活が謎の人には「◯◯宇宙人説」を唱えるが、霊感がないため「角部屋には霊がいる説」には懐疑的。
長期滞在客の村上を相当な金持ちだと見込んでおり、本人曰く「このホテルの誰よりも」親切にしている。
清美によれば、終業後、着替えてホテルを出るのが一番早い。
奥田貴弘（おくだ たかひろ）
演 - 田中直樹
支配人。清美たちの上司。温和な性格。清美曰く「支配人支配人していない」人。
8月生まれ。誕生日に小野寺から"十徳ナイフ"をプレゼントされたが、小野寺の誕生日にはお返しできてない。
高橋同様、勤務時間外に大浴場を利用している。高橋の風呂事情を知った際には業務外の場合でも大浴場の使用許可を出した。
沢田えり（さわだ えり）
演 - 坂井真紀
清美の同僚。フロント業務（パート）。
中本こずえ（なかもと こずえ）
演 - 野呂佳代（第1話・第6話）
清美の同僚。清掃スタッフ。ホテルの客室のテレビを宿泊客のせいにして盗もうとしていたが清美らに見つかり、「シングルマザーで生活が苦しいから」と言い訳する。実際は独身。ひとり旅が趣味でインスタにあげている。「警察沙汰にはしたくない」という奥田の意向で退職のみで済む。
のちにスナックで清美と再会。テレビを盗もうとした一件に関しては特に悪びれた様子がなく、意気揚々と杏里の『CAT'S EYE』を歌唱していた。
小野寺充（おのでら みつる）
演 - 白石隼也
清美の同僚。フロント業務。
10月生まれ。甲斐文化大学経済学部卒業。
由美によると"私生活が謎"なことに加えて、終業後、着替えてホテルを出るのがすごい早い。
原口芳恵
演 - 筒井真理子（第8話 - 最終話）
「レイクホテル 浅ノ湖」オーナー。「富士原口不動産」経営者。インバウンドを見込んで5年前にホテルを購入したが、思っていたより収益が上がらずホテルの売却を決める。実は梅本市長と結託していて、賄賂について同意書を交わしている。

#### 宿泊客
村上博貴（むらかみ ひろたか）
演 - 小日向文世
長期滞在客。観葉植物などを持ち込み、3カ月ほど住んでいる。清美からは相当な金持ちだと思われ、親切にされている。
レイクホテル前で写真を撮っていた所、遭遇した清美に「ホテルが無くなる」と零したため、清美に問い詰められ、普段親切にされていることもあって自身が実は50年後から来た未来人であると告げる。彼が言うには、散歩中に古びたトンネルを通って偶然に過去へ来てしまったとのこと。

### その他
遠藤若葉（えんどう わかば）
演 - 住田萌乃（30年後：蒼れいな）
清美のひとり娘。バスケットボール部に所属する中学2年生。清美が職場から持ち帰るアメニティの化粧水を愛用している。実は宇宙人の血をひいている。クォーター。身体能力がずば抜けて高く、バスケット特待生の誘いが来ている。化粧水に含まれる温泉成分により風邪をひかない。
真鍋瑞稀（まなべ みずき）
演 - 志田未来（第6話 - 最終話）
「のん」のホステス。由美の中学時代の同級生。由美からは”みずぽん”と呼ばれている。元々は一重瞼だったが、高校の時にずっとアイプチをしていたら、いつの間にか二重瞼になっていた。
第8話の終盤から第9話の冒頭にて、実は超能力者であり、手に触れた電子機器のバッテリーの残量をゼロにしたり、データを消去できることを明かす。岸本の映像データは、駅で岸本と松崎がパソコンから目を離した隙に瑞稀が消去している。
岸本祐馬（きしもと ゆうま）
演 - 池松壮亮（第4話 - 第7話・第9話）
テレビ番組『月曜から夜ふかし』のディレクター。AD松崎を連れ番組の取材で山梨県を訪れる。タクシー移動中に撮影を試みた富士山が2度もタイミング悪く建物に隠れてしまい、松崎からも「ツイてない」と言われている。ウソやごまかしには鋭く気付く。
「高速移動するメガネの男性」の情報を得て、タクシー運転手の証言とドライブレコーダーの映像から、メガネの男性の正体が高橋ではないかと問い詰める。
高橋の高速移動により岸本自身も命拾いするが、生活の邪魔をしてほしくない高橋から「私の力はこんなものじゃない」「とにかくすごくツイてないことがあなたの身に起こる」とこれ以上詮索せず誰にも言わないよう釘をさされる。
街頭インタビューやドライブレコーダーの映像を局に持ち帰り、総合演出の新座に「別で特番組むくらいのネタ」と意気込んで見せようとするも、すべての映像データがハードディスクから消えており、高橋の言葉を思い出した岸本は高橋を追う事を諦める。
梅本雅子（うめもと まさこ）〈45〉
演 - 菊地凛子
富士浅田市の新市長。大学卒業後、東京の大手メガバンクに10年勤め地元に戻る。市議会議員を経て副市長になり、前市長・古屋からの信頼も厚かったが、後援会を味方につけ、古屋を裏切るかたちで市長選に立候補している。
市の地域開発を率先して実行するなど行動力があるように見えるが、実際は議会工作を行い、発注は出来レースで、賄賂を受けとるなど市の財政を私物化し、開発により環境も景観も悪化してしまったため2040年ころには富士山の世界遺産登録が抹消される遠因ともなっている。

### ゲスト

#### 第1話
温泉客 →  高橋恭介
演 - 野間口徹（第8話）
孝介の父。宇宙人。2025年時点では故人。
寒い日に、母星から持ってきた防寒着（いかにも宇宙服然としている）を着てブドウ畑を散歩していたところ、孝介と間違えて知らない小学生の肩を叩いて驚かせてしまい、新聞に載るほどの大騒ぎになった。
丸山四郎（まるやま しろう）
演 - 清水伸
アメニティグッズをきれいに持ち帰る常連客。
宮本拓実（みやもと たくみ）
演 - 勢登健雄（第7話）
いつも違う女性を連れて泊りに来る常連客。
トラック運転手
演 - 植木紀世彦（第5話）
自転車の清美をはねそうになった浅ノ運輸の運転手。
女性
演 - 坂東希
宮本の連れ。
店員
演 - 水島かおり（全話）
清美たちがいつも3人で集まるレストラン「もんぶらん」の店員。
アナウンサー
演 - 荒木美穂（YBS山梨放送アナウンサー）（第6話・第7話）
テレビで富士浅田市内の学校に描かれた謎の地上絵のニュースを伝える。

#### 第2話
藤田光恵、井村
演 - 芦那すみれ、BOB
葉月の同僚教師。
愉快犯
演 - 鳴海心斗（第1話）、小関楼丸（第1話）、杉村上総（第1話）、内海一弥（第1話）
学校のグラウンドに地上絵を描く愉快犯だったが、高橋（宇宙人）の母星で「便所に落書きされるような」卑猥なマークであったため高橋の怒りを買い、能力で増幅された腕力によるバレーボールやのど飴で撃退された挙句逮捕されてしまった男性4人。
教師
演 - 藤田啓介
中学校教師。
ナレーション
声 - あおい洋一郎
テレビ番組『仲裁JAPAN』のナレーター。
生徒
演 - 戸井田竜空（最終話）、松岡夏輝（最終話）
葉月の学校の生徒。
山梨県民
演 - 小暮智美、松川真也
『仲裁JAPAN』で富士山についてインタビューを受ける人々。

#### 第3話
岡田信一（おかだ しんいち）
演 - 田村健太郎（第1話・第9話）
綾乃の夫。市役所産業建設部 職員。
タクシー運転手
演 - 谷川昭一朗（第5話 - 第7話）
「SOSサイン」を出して走っている富岳タクシーの運転手。
女性
演 - 藤夏子
タクシーを追いかける高橋に通りすがりに会釈する老女。
岡田りつ（おかだ りつ）〈5〉
演 - 原春奈（第4話・第5話・最終話）
綾乃の娘。タクシーを追う高橋に気付く。
ウグイス嬢
声 - 當銀祥恵
梅本雅子の選挙カーのウグイス嬢。

#### 第4話
安川瑛人（やすかわ えいと）
演 - 吉村界人
「レイクホテル 浅ノ湖」301号室の宿泊客。フロントにバスルームの電球交換を頼む。対応した清美に連れ込んでいる女性が見つかり追加料金を支払う羽目になる。その後お湯が出ないことを口実に宿泊費の全額返金を要求する。
小久保佳菜子（こくぼ かなこ）
演 - 中島ひろ子
スーパーのベテランのレジ打ち。レジ打ちのスピードがものすごく早くて正確。
上村貴博（うえむら たかひろ）
演 - 萩原護（第7話・第8話）
甲斐文化大学の入試のために「レイクホテル 浅ノ湖」に宿泊している客。
松崎将吾（まつざき しょうご）
演 - 前田旺志郎（第5話・第7話・第9話）
『月曜から夜ふかし』のAD。岸本と共に行動している。
コンビニ強盗
演 - タイ（やさしいズ）（第1話・第9話）
コンビニ「ワタナベマート」富士浅田店に押し入る男。
野崎
演 - 小野寺ずる
「レイクホテル 浅ノ湖」の清掃スタッフ。
店員
演 - 武田一馬（第5話）
「ワタナベマート」富士浅田店の店員。
女性
演 - 木越明
301号室の安川のベッドの中に潜んでいた女性。
プレゼンター
演 - 和泉義治（YBS山梨放送）、今田舞（YBS山梨放送）
テレビ通販番組でお掃除ロボットを紹介する男女。

#### 第5話
白山
演 - 川面千晶（第7話）
『月曜から夜ふかし』のプロデューサー。
雨宮栞
演 - 杏花（第8話 - 最終話）
「レイクホテル 浅ノ湖」のフロントスタッフ。
新座良幸（にいざ よしゆき）
演 - 眞島秀和（第7話）
『月曜から夜ふかし』の総合演出。岸本の上司。
男性
演 - 山﨑秀樹（第7話）
『月曜から夜ふかし』のスタッフ。
女性
演 - 太田順子
岸本に話を聞かれる夫婦連れの女性。おじいちゃんが”ダーツの旅”のロケでインタビューされたことを話す。
看護師
演 - 宮地尚子
岸本に話を聞かれる美波の後輩看護師。美波の検尿カップを回収するタイミングが絶妙だと話す。
観光客
演 - 豊田茂（第4話）
岸本に話を聞かれる観光客。富士山を撮影した写真にオレンジ色の物体が写っているのを岸本たちに見せる。
タクシー運転手
演 - 粕谷吉洋
取材に来た岸本たちを乗せる運転手。
店員
演 - 羽藤萌結
ファミレス「ジョナサン」の店員。

#### 第6話
森本悟
演 - 勝矢
「のん」で酔いつぶれて寝てしまう体格のいい客。実は「レイクホテル 浅ノ湖」の宿泊客。
客
演 - 西村太佑、加藤満
「のん」の常連客。
業者
演 - 小磯聡一朗
ペンギン急便の配送員。

#### 第7話
田中晋平
演 - 大倉孝二（最終話）
清美の別れた夫で若葉の父。「ペンギン急便」配達員。
離婚後も若葉と食事したり清美とも電話する関係。実は宇宙人の血をひいている、ハーフ。この事は過去に清美には話していたものの、冗談だと思われまともに取り合ってもらえなかった。
上村一家
演 - 小野真弓（第8話）、ラブ守永（第8話）、丸山澪（第8話）
貴博の母・父・妹。貴博が大学に合格し、家族旅行で4人揃って「レイクホテル 浅ノ湖」に泊まりにくる。
男性
演 - 岩永ひひお
岸本に話を聞かれる男性。小学校の校庭に地上絵の落書きがされた夜に、体育館の屋根の上に立っている男性が校庭に向かってボールを投げているのを見たと話す。
運転手
演 - 吉舎聖史
岸本を轢きそうになる運転手。
女性
演 - 緑川静香
宮本と一緒にチェックインする女性。

#### 第8話
拓也、俊介
演 - 山口森広（小学生時代：番家天嵩）、浅野雅博（小学生時代：川原瑛都）
高橋孝介の幼馴染。
井上誠の母
演 - 小早川真由
上級生
演 - 上野照真、藤井健、鈴木楽（役名：井上誠）、塩野夢人
孝介の小学生時代の上級生。孝介をちびすけとからかって反撃され、怪我を負う。
高橋弘子
演 - 安藤サクラ（特別出演、老年期：松金よね子）
孝介の母。地球人。

#### 第9話
ミノケン / 蓑田賢治
演 - 前野朋哉（最終話）
清美の同級生。弁護士。梅本の不正の件を清美たちから相談される。小学生のころ、教室の石油ストーブで鼻くそを焼いていた。弟の信二は葉月の同級生で"ジャック"と呼ばれていた。
古屋元
演 - 大河内浩
浅田市の前市長。昔気質でパワハラ体質と言われていたが、信一曰く、不正を一切していないクリーンな市長。
佐伯
演 - 阿部翔平
岡田信一の元同僚。市役所産業建設部で土地利用計画を担当していた。梅本市長の指示で不正が行われているかもしれない、と信一に相談していたが、その後、不正の証拠資料を持ち出そうとして懲戒免職になっている。
篠崎
演 - 宮田早苗
スーパー「いちやまマート」浅田店内で梅本市長に話しかける女性。
部長
演 - 富岡晃一郎
市役所産業建設部長。信一の上司。梅本市長の不正に関わっていると思われる人物。
女性（広瀬）
演 - 松浦祐子
「いちやまマート」浅田店前で梅本市長に話しかける女性。
警備員
演 - 石井達也（最終話）、才賀良（最終話）
異常を感知して「富士原口不動産」に駆けつける「富士警備システム」の警備員。
秘書
演 - 嶋田翔平
梅本市長の秘書。

#### 最終話
富小路
演 - 三浦透子
2055年の「レイクホテル 浅ノ湖」フロントスタッフ。
自身の結婚式の余興に10円玉曲げを見せてほしいと高橋に懇願する。
寺田伸晃
演 - 井之脇海
2055年の「レイクホテル 浅ノ湖」フロントスタッフ。
年老いた清美らが宿泊しに来た際、持ち込んだお菓子の量が多く余ると心配するも、高橋からあの3人は全部食べると言われる。
出演者
演 - 山田ルイ53世（髭男爵）、森田絵美（YBS山梨放送）
美波の職場に取材に来るテレビ番組の出演者。
幽霊
演 - うらじぬの
301号室の幽霊。
古田
演 - 山本耕史
”F”のキーホルダーをつけた謎の男性。実はタイムリーパーで、富士浅田市がディストピア化する発端となるレイクホテルの売却を阻止するのが目的。
だがニュースを見ておらず、一連の事件解決後に清美たちにホテルの売却を阻止するよう頼んでしまい、特にできることがないことを知って感謝して去って行った。
刑事
演 - 前田一世
ガソリンスタンド「セルフ富士浅田」で梅本雅子と原口芳恵を検挙する。

## スタッフ
- 脚本 - バカリズム[2]
- ナレーション - 大場真人（第2話 - ）
- 音楽 - fox capture plan[2]
- 演出 - 水野格、山田信義、松田健斗[2]
- ホテル監修・取材協力 - 静鉄ホテルプレジオ[85]、スーパーホテル[86]
- プロデューサー - 小田玲奈、小田井雄介、野田健太[2]
- チーフプロデューサー - 道坂忠久[2]
- 企画協力 - マセキ芸能社[2]
- 制作協力 - ソケット[2]
- 製作著作 - 日本テレビ

## 放送日程
| 各話                                                                        | 放送日  | サブタイトル       | ラテ欄                                         | 演出     | 視聴率 |
| --------------------------------------------------------------------------- | ------- | ------------------ | ---------------------------------------------- | -------- | ------ |
| 第1話                                                                       | 1月12日 | 未知との日常       | 脚本バカリズム! 宇宙人とのちょっと不思議な日常 | 水野格   | 5.6%   |
| 第2話                                                                       | 1月19日 | しょうもないお願い | 脚本バカリズム! 宇宙人へのお願いごと           | 水野格   | 5.9%   |
| 第3話                                                                       | 1月26日 | 生き返る           | 脚本バカリズム! 宇宙人の正体バレる?            | 水野格   | 5.3%   |
| 第4話                                                                       | 2月02日 | 自力               | 脚本バカリズム! 宇宙人VS角部屋の霊             | 山田信義 | 5.8%   |
| 第5話                                                                       | 2月09日 | 個人的ニュース     | 脚本バカリズム! 宇宙人VS夜ふかし!              | 松田健斗 | 5.7%   |
| 第6話                                                                       | 2月16日 | 寒い夜の出来事     | 脚本バカリズム! 宇宙人が地元で拡散?            | 山田信義 | 5.6%   |
| 第7話                                                                       | 2月23日 | 富士山の日         | 脚本バカリズム! 再び宇宙人VSテレビ             | 松田健斗 | 5.5%   |
| 第8話                                                                       | 3月02日 | 未来人と宇宙人     | 脚本バカリズム! 未来人と宇宙人が語る衝撃事実   | 水野格   | 5.9%   |
| 第9話                                                                       | 3月09日 | 特別               | 脚本バカリズム! 宇宙人の命を救う秘策!          | 水野格   | 6.7%   |
| 最終話                                                                      | 3月16日 | この町を救う       | 脚本バカリズム! 宇宙人と地元を救う!            | 水野格   | 5.6%   |
| 平均視聴率 5.8%（視聴率はビデオリサーチ調べ、関東地区・世帯・リアルタイム） |         |                    |                                                |          |        |

- 最終話は『MLB開幕戦2025 プレシーズンゲーム「巨人×カブス」戦』中継延長のため、23時25分 - 翌0時20分に放送された[100]。

## コラボCM
プレスリリース配信サービス「PR TIMES」とのコラボCMである。『ホットスポット』のドラマスタッフが「PR TIMES」を利用してドラマを宣伝するというストーリーで、CMの制作はドラマチームが請け負い、プロデューサーは小田玲奈、台本はドラマ同様バカリズムが担当している。CMはドラマ放送中に流された。
- キャスト
  - プロデューサー - 豊本明長（東京03）
  - 宣伝担当 - 田辺桃子
  - 助監督 - 岡部尚

## 受賞
- 第123回ザテレビジョンドラマアカデミー賞[103]
  - 主演女優賞（市川実日子）
  - 助演男優賞（角田晃広）
  - 脚本賞（バカリズム）
- 第51回放送文化基金[104]
  - テレビドラマ部門 優秀賞
  - 演技賞（角田晃広）
  - 脚本賞（バカリズム）